# Études coopératives
Les études coopératives sont une méthode structurée nord-américaine combinant des études de second cycle avec des stages et une expérience de travail. Les recherches indiquent que les employeurs évaluent l'expérience professionnelle auprès de leurs nouveaux employés. Une expérience de formation coopérative, communément connue sous l'appellation "co-op", permet d'avoir accès à une formation académique à partir d'une expérience de travail structurée. Les études coopératives sont en train de prendre une nouvelle importance en aidant les jeunes gens à effectuer la transition entre école et travail. Les études coopératives peuvent être assimilées aux systèmes français d'alternance et d'apprentissage dans le second cycle et notamment les études de génie au sein du réseau Itii ou des écoles de commerce et de management.

## Histoire des études coopératives

### La fondation Schneider
Tandis qu'à l'université Lehigh au début du XXe siècle, Herman Schneider (1872-1939), ingénieur, architecte et éducateur, concluait que les classes traditionnelles d'étudiants étaient inadaptées pour des étudiants techniciens (Smollins, 1999). Schneider observa que certains des plus brillants diplômés de Lehigh avait travaillé avant leur diplôme. Rassemblant les données au travers d'entretiens d'employeurs et de diplômés, il conçut le cadre pour l'éducation coopérative (1901). À cette époque, la Carnegie Technical School, de nos jours Université Carnegie-Mellon, ouvrit et de ce fait réduisit le besoin pour le plan co-op de Schneider dans la région autour de l'université Lehigh. Cependant, en 1903 l'université de Cincinnati désigna Schneider au sein de sa faculté, et plus tard, en 1906, lui a accordé une année expérimentale afin de mettre en application son plan. Suivant cette année, l'université de Cincinnati lui donna toute latitude pour son programme co-op.
Schneider, partant du rang de Assistant Professor, s'éleva à celui de président de l'université de Cincinnati (1929-32), en passant par le poste de doyen du génie (1906-1928), ce en s'appuyant fortement sur la solidité du programme co-op.
En 1965, la CEIA (Cooperative Education and Internship Association) crée le "prix du doyen Herman Schneider" en l'honneur des contributions de Schneider en matière d'éducation coopérative. Le prix est décerné chaque année à un éducateur hors pair.

## Modèles coop
Depuis ses débuts à Cincinnati en 1906, les études coopératives ont évolué en un programme offert aux niveaux secondaire et post-secondaire en deux modèles principaux (Grubb and Villeneuve 1995). Dans un modèle, les étudiants alternent entre un semestre aux études et un l'équivalent d'un semestre à un emploi payé, répétant ce cycle un certain nombre de fois jusqu'à l'obtention de leur diplôme. L'autre méthode découpe la journée entre école (habituellement le matin) et travail (après-midi). Donc, comme le school-to-work (STW), le modèle coop inclut un apprentissage fondé sur l'école et l'entreprise et, dans les meilleurs programmes, des activités connectées comme des séminaires ou des visites d'entreprises. Ces activités aident l'étudiant à faire le lien entre l'entreprise et les acquis académiques.